# Порт-Ирин

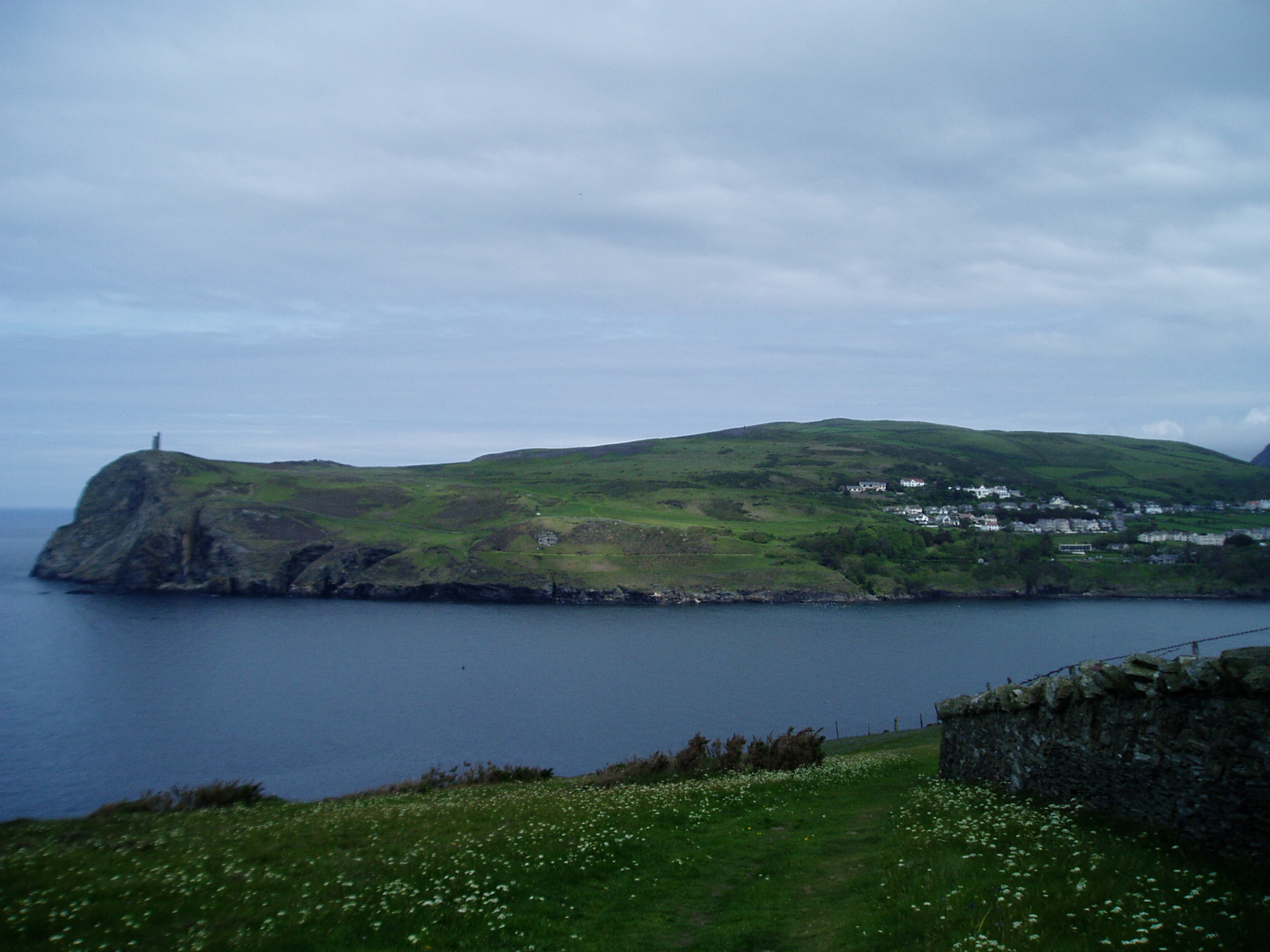
Побережье в районе Порт-Ирина, вдали видна Башня Милнера

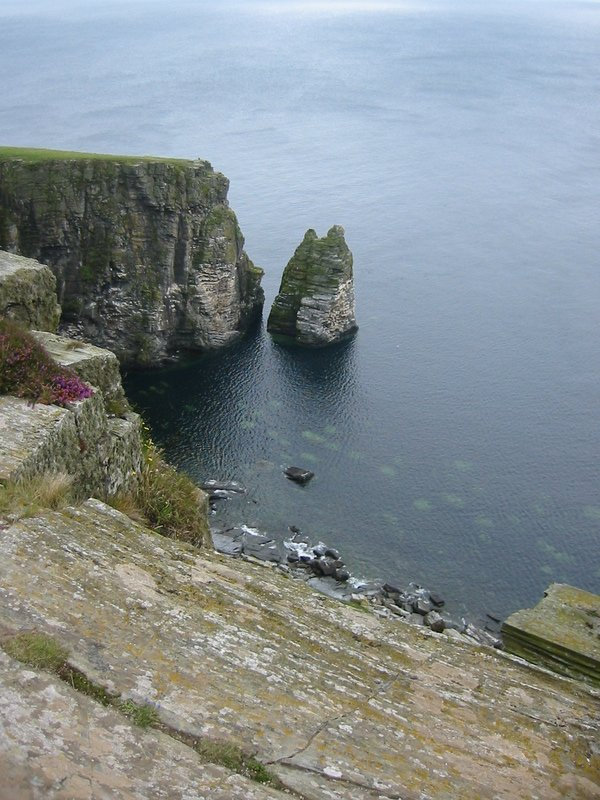
Скалы на побережье в районе Порт-Ирина

Порт-Ирин (мэн. Purt Chiarn, англ. Port Erin) — фактически небольшой городок, но формально — посёлок (village) на острове Мэн, морской курорт. Население — 3369 жителей (перепись 2001 года). Порт-Ирин расположен на берегу моря, вблизи юго-западной оконечности острова.

## Транспорт
В Порт-Ирине расположен небольшой порт, который в основном используется яхтами и рыбацкими судами. Регулярное сообщение с другими портами отсутствует. Иногда на рейде Порт-Ирина на якорь встают большие круизные суда, и пассажиры переправляются с рейда к причалу на тендерах (небольших судах).
В Порт-Ирине расположена конечная станция Железной дороги острова Мэн, которая идёт далее в Каслтаун и Дуглас.

## Достопримечательности
- Железнодорожный музей посвящён истории Железной дороги Острова Мэн. Он расположен рядом с конечной станцией этой железной дороги и частично использует старое депо (часть депо продолжает использоваться действующей железной дорогой). В музее можно увидеть паровозы, вагоны и другие экспонаты, связанные с железной дорогой.
- Башня Милнера (Milner’s Tower) Башня-фолли была выстроена жителями острова в 1871 году в знак благодарности Вильяму Мильнеру, ливерпульскому мастеру по изготовлению сейфов, который много сделал для развития Порт-Ирина.
- Центр искусств (Erin Arts Centre). Этот культурный центр открылся в 1971 году в здании бывшей методистской церкви. Здесь устраиваются концерты и проводятся другие культурные мероприятия
- Церковь Св. Катерины (St. Catherine) была построена в 1880 году (расширена в 1894 году) на деньги, выделенные Вильямом Мильнером
- Холм Cronk Howe Mooar. Холм предположительно искусственного происхождения, на вершине которого находятся развалины древнего каменного сооружения, точное время постройки и функция которого неизвестны.
- Рядом с Порт-Ирином расположены живописные долины Athol Park Glen, Bradda Glen Breagle Glen Colby Glen, по которым проложены маршруты для пешеходных прогулок.